# River Ver
Der River Ver ist ein Wasserlauf in England. Er entsteht am östlichen Rand von Kensworth in Kensworth Lynch in Bedfordshire, an der Grenze zu Hertfordshire. Sein Lauf in südöstlicher Richtung bildet für ein kurzes Stück entlang der A5 road die Grenze beider Countys. Er verläuft oberirdisch durch Markyate und zur Anschlussstelle 9 des M1 motorway. Zwischen der Anschlussstelle der M1 und dem nordöstlichen Ende von Redbourn ist der natürliche Lauf des Flusses teilweise unterirdisch. Ab Redbourn fließt der Fluss in einer südlichen Richtung bis zu seiner Mündung in den River Colne östlich von Bricket Wood.